# Bayonetta 2
Bayonetta 2 (яп. ベヨネッタ 2 Бэёнэтта цу:, рус. «Байонетта 2») — видеоигра в жанре слэшер, разработанная Platinum Games и выпущенная Nintendo для Wii U и Nintendo Switch. Компания Sega, будучи владельцем франшизы, выступила в качестве консультанта. Игра является продолжением игры Bayonetta, её разработку вёл Юсукэ Хасимото под наблюдением создателя серии Хидэки Камии, а продюсером выступил Ацуси Инаба.
В феврале 2018 года игра была выпущена для гибридной консоли Nintendo Switch. В 2022 году было выпущено продолжение, Bayonetta 3.

## Игровой процесс
Игра представляет собой слэшер, в котором игроку предстоит сражаться с многочисленными врагами, комбинируя различные приёмы, основанные на ближнем и огнестрельном бою. Уклонившись от атаки в последнюю секунду, активируется механика «Witch Time», замедляющая время и дающая возможность нанести ответный удар. Этот приём также используется для решения головоломок. Как и в предыдущей игре, Байонетта пользуется оружием как руками, так и ногами. В данной части была представлена механика «Umbran Climax». Она активируется при полном магическом запасе, давая здоровье и увеличивая урон и радиус действия. В игре также есть кооперативный режим под названием «Tag Climax».

## Сюжет
Через несколько месяцев после первой части, Байонетта, вместе со своим знакомым Энзо, отправляется за покупками в канун Рождества, когда на Нью-Йорк внезапно нападают ангелы. Объединившись с подругой и ведьмой Жанной, они почти одерживают победу, но в этот момент прибывает новоиспечённая армия демонов. Жанна спасает Байонетту от атаки, но её душа попадает в Ад. Байонетта уничтожает демонов и решает спасти Жанну. В это же время некий Сияющий Жрец (последнего из которых Байонетта встретила в первой части) перемещается в настоящее время таинственной фигурой, известной как Пророк, которая обещает ему шанс отомстить.
По наводке своего информатора Луки, Байонетта отправляется на гору Фимбульвентр в городе Ноатун, где находится вход в Ад. В Ноатуне она встречает мальчика по имени Локи, который пытается добраться до Фимбульвентра по причинам, которые он не помнит. Они договариваются о совместном путешествии, так как Локи утверждает, что его силы понадобятся для того, чтобы добраться до места. По пути они узнают о некоторых потерянных воспоминаниях Локи, но постоянно подвергаются нападениям ангелов и демонов. За Локи охотятся Сияющий Жрец и Пророк, который знает Локи. Там они снова встречают Луку. Лука рассказвает им легенду об Эзире: когда-то Эзир был правителем царства Хаоса и создал Левое Око Тьмы и Правое Око Света (также известные как Глаза Мира) для человечества, чтобы наделить людей свободой воли. Оба глаза были переданы на хранение кланам Сияющих Жрецов и Ведьм Умбры. После смерти предположительно последнего Сияющего Жреца, отца Балдера, Байонетта и Жанна обнаружили, что Правое Око Света исчезло, что побудило Луку расследовать последствия для планеты и выяснить, не связано ли это с природными катаклизмами, которые происходят на Земле. Пророк показывает Байонетте видение, из которого следует, что охота на ведьм 500 лет назад была спровоцирована не Балдером.
Байонетта доходит до врат Ада и отправляется в его глубины, чтобы спасти Жанну. С помощью Родена Байонетте удается спасти душу Жанны и оживить её. Однако Жрец снова нападает на Локи и представляется молодым Балдером. Байонетта спасает от него Локи, но Локи теряет контроль над своими силами и отправляет Байонетту и Балдера на 500 лет в прошлое. Оказавшись в Вигриде во время охоты на ведьм, Байонетта встречает свою мать Розу, и они вместе начинают борьбу с ангелами. Когда они разлучаются, Байонетта сталкивается с Лоптром, двойником Локи, который в настоящем времени является Пророком. Лоптр утверждает, что Глаза Мира, одним из которых обладает Байонетта, принадлежат ему. Позже, встретившись с молодым Балдером, Байонетта приходит слишком поздно, чтобы помешать Лоптру убить Розу. Байонетта понимает, что Лоптр обманом заставил Балдера отомстить Локи в настоящем. Они решают работать вместе и возвращаются в настоящее, чтобы остановить Лоптра. В настоящем времени Лука сталкивается с Локи, который утверждает, что всё помнит, и просит Луку отвести его к Фимбульвентру.
С помощью Жанны Байонетта и Балдер добираются до вершины Фимбульвентра и обнаруживают, что Лоптр уже схватил Локи в заложники. Лоптр объясняет, что когда-то они с Локи были одним целым — богом хаоса Эзиром, создателем Глаза Мира. Эзир разделил свою силу между людьми, чтобы создать Око, но при этом разделил свою душу на две половины — добрую и злую. Локи, доброй половине, была дана сила управлять Оком напрямую, которую похищает Лоптр. Несмотря на их усилия, Лоптр отбирает оба Глаза у Балдера и Байонетты и превращается в Эзира, намереваясь править человечеством. Локи утверждает, что сила Эзира способна стереть всё с лица Земли, и использует эту силу, чтобы уничтожить Глаза, ослабив Лоптра и позволив Байонетте и Балдеру уничтожить его тело с помощью Жанны. Душа Лоптра пытается сбежать и схватить Глаза, чтобы повторить свой план. Балдер останавливает его и поглощает его душу, несмотря на то, что Локи предупреждает его, что это развратит его. Балдер рассказывает, что знает, что Байонетта — его дочь, и просит её остановить его, если тот будет развращён злой силой, и возвращается в свой временной период. Лоптр и Глаза уничтожены. Локи говорит, что собирается отдохнуть от дел, но при этом отмечает, что он обязательно вновь встретится с Байонеттой, и исчезает.
Через несколько дней после этого Байонетта и Жанна снова отправляются за покупками. Внезапно начинается очередная атака, и Байонетта объединяется с Жанной, чтобы снова сразиться с ними. В сцене после титров Балдер возвращается в свой временной период, теперь уже развращённый, отсылая на события первой части.

## Разработка
Вскоре после выхода первой Bayonetta Хидэки Камия решил обсудить некоторые идеи для сиквелов и спин-оффов в серии с Юсукэ Хасимото, хотя сам руководитель и не верил в возможность выпуска продолжения. Bayonetta 2 была представлена на игровой презентации Nintendo Direct 13 сентября 2012 года. Тот факт, что игра будет эксклюзивом для Wii U, вызвал недовольство со стороны фанатов серии. В ответ на это продюсер Platinum Games Ацуси Инаба сказал, что Bayonetta 2 не существовала бы вообще, если бы Nintendo не согласилась стать партнёром Platinum Games при создания игры, с чем и была связана эксклюзивность. При разработке сиквела разработчики учли отзывы игроков оригинальной игры. Nintendo не участвовала в разработке игры, оставаясь «наблюдателем», и разработчики были довольны сложившейся атмосферой. Летом 2014 года стало известно, что Platinum Games решила портировать первую часть Bayonetta на Wii U с некоторыми улучшениями в графике, повышенной частотой кадров, а также и новыми костюмами, в которые можно переодеть главную героиню и которые будут позаимствованы из серий игр Nintendo (The Legend of Zelda, Super Mario Bros., Metroid и так далее).

## Оценки прессы
| Сводный рейтинг       | Сводный рейтинг                                                                   |
| Агрегатор             | Оценка                                                                            |
| --------------------- | --------------------------------------------------------------------------------- |
| GameRankings          | - Wii U: 91,38 % - Switch: 91,00 %                                                |
| Metacritic            | 91/100                                                                            |
| Иноязычные издания    |                                                                                   |
| Издание               | Оценка                                                                            |
| Destructoid           | 10/10                                                                             |
| Edge                  | 10/10                                                                             |
| EGM                   | 9,5/10                                                                            |
| Eurogamer             | 9/10 (Великобритания) 10/10 (Германия) 9/10 (Италия) 9/10 (Португалия) 9/10 (США) |
| Famitsu               | 38/40                                                                             |
| Game Informer         | 9/10                                                                              |
| GameRevolution        | [ 26 ]                                                                            |
| GameSpot              | 10/10                                                                             |
| GamesRadar+           | [ 28 ]                                                                            |
| GameTrailers          | 9,8/10                                                                            |
| IGN                   | 9,5/10                                                                            |
| Joystiq               | [ 31 ]                                                                            |
| Nintendo World Report | 9/10                                                                              |
| Polygon               | 7,5/10                                                                            |
| VideoGamer            | 9/10                                                                              |
| Metro GameCentral     | 9/10                                                                              |
| Ninendo Life          | [ 36 ]                                                                            |
| Русскоязычные издания |                                                                                   |
| Издание               | Оценка                                                                            |
| Riot Pixels           | 95 %                                                                              |
| «Игромания»           | 10/10                                                                             |
| «Канобу»              | 10/10                                                                             |

Bayonetta 2 получила крайне положительные оценки от критиков и игроков. Из недостатков журналисты выделяли плохую техническую часть игры, а именно периодически низкую частоту кадров. Версия для Nintendo Switch также получила положительные оценки.